# Liste des évêques d'Ambatondrazaka
L'évêché d'Ambatondrazaka (Dioecesis Ambatondrazakaënsis) a été créé le 21 mai 1959, par détachement des archevêchés de Diégo-Suarez et de Tananarive.

## Liste des évêques
- 19 décembre 1959 - 6 mars 1993 : Francesco Vòllaro
- 6 mars 1993 - 11 avril 2015 : Antoine Scopelliti
- 11 avril 2015 - 5 juin 2023 : Jean de Dieu Raoelison, nommé archevêque d'Antananarivo
- depuis le 14 août 2024 : Orthasie Marcellin Herivonjilalaina

## Sources
- L'Annuaire Pontifical, sur le site http://www.catholic-hierarchy.org, page